# 大分県道623号下世利寒田線
大分県道623号下芹寒田線（おおいたけんどう623ごう しもせりそうだせん）は、大分県大分市を通る一般県道である。

## 概要
大分市大字市から大分市大字寒田に至る。

### 路線データ
- 起点：大分県大分市大字市[1]（下芹交差点、国道442号交点）
- 終点：大分県大分市大字寒田[1]（寒田小学校東交差点、大分県道682号西寒多寒田線交点）

## 歴史
- 1959年（昭和34年）3月31日 - 大分県告示第374号により、県道下芹寒田線として路線認定される（当時の整理番号は103）[2]。
- 1973年（昭和48年）4月2日 - 大分県告示第250号により県道下芹寒田線として路線認定[3]。

## 路線状況

### 道路施設

#### 橋梁
- 七力橋（七瀬川、大分市）

## 地理

### 通過する自治体
- 大分市

### 交差する道路
| 交差する道路              | 交差する場所 | 交差する場所              |
| ------------------------- | ------------ | ------------------------- |
| 国道442号                 | 大字市       | 下芹交差点 / 起点         |
| 国道210号                 | 大字玉沢     | 大分南郵便局先交差点      |
| 大分県道41号大分大野線    | 大字田尻     | 田尻入口交差点            |
| 大分県道682号西寒多寒田線 | 大字寒田     | 寒田小学校東交差点 / 終点 |

### 沿線
- 大分市立稙田中学校
- 大分市立東稙田小学校